# Forbundet Frie Fotografer
Forbundet Frie Fotografer (FFF, Asociace svobodných fotografů) byla založena v roce 1974. Asociace je celonárodní uměleckou organizací pro vizuální umělce, kteří pracují s uměním založeným na fotografii. Asociace podporuje postavení umělecké fotografie v Norsku a zároveň se stará o politické zájmy odborových fotografů.

## Historie
Během 20. století stále více lidí vnímalo fotografii jako nezávislou uměleckou formu. V sedmdesátých letech stále více fotografů vidělo potřebu připojit se k organizaci na podporu fotografického uměleckého prostředí v Norsku.
Knut Evensen a Robert Meyer posuzovali výstavu v Oslo Camera Club (OKK). Během výstavy porotě Meyer navrhl Evensenovi založit sdružení. Pozvali několik umělců, kteří debutovali, včetně takových jako byli Åge Fermann, Imre Hancz nebo Bjørn Winsnes. Tato malá skupina pak s sebou do sdružení přivedla mimo jiné fotografy jako byli Arnt Sneve, Kåre Kivijärvi nebo Frits Solvang.
Åge Fermann zorganizoval několik setkání v Soria Moria, kde účastníci diskutovali jak o názvu asociace, tak o účelových doložkách. Zájem Roberta Meyera o historii vedl k vytvoření „135. výročí fotografie“. Knut Evensen se stal prvním předsedou sdružení. Meyerův hlavní zájem v roce 1974 byl fotohistorický výzkumu, který ho vedl k vdechnutí života spící „Norské fotohistorické společnosti“. O několik let později Meyer opustil profesionální fotografii, aby se věnoval fotohistorickému výzkumu. Norské fotografické historické sdružení bylo opět aktivní od roku 1976.
V roce 1976 otevřelo, mimochodem, také Preus Fotomuseum.

### Nadace Fotogalerie
Robert Meyer a Imre Hancz diskutovali o vytvoření galerie, na příkaz představenstva FFF. Závěr byl, že ekonomika vyžaduje, aby galerie ještě počkala.
Jamie Parslowe požádal o podporu Daga Alvenga, Toma Sandberga a Bjørna Høyuma, představenstvu FFF přednesli návrhy na zřízení vlastní galerie s podporou FFF. Předseda představenstva, Knut Evensen řekl, že ne. Místopředseda Robert Meyer odstoupil z představenstva v důsledku politického postoje.
Fotogalerie byla otevřena v roce 1977. Robert Meyer byl první předseda představenstva Stiftelsen Fotogalleriet v roce 1979.

### Výstavy FFF
K příležitosti 5. výročí uspořádány FFF dvě výstavy v roce 1979:
- "Fotografie zde a nyní" na Henie Onstad Art centre
- 38 fotografů, Høstustillingen, každoroční podzimní výstava

## Pravidla
FFF má právo jednat se státem za úplatu a prostředky z těchto jednání spravuje Norský fotografický fond. Prostředky budou rozděleny zpět těm, kteří na ni mají nárok, ve formě stipendií a výhod pro činnosti, které jsou v jejich společném zájmu. Týká se to také fungování FFF a výhod pro výstavní činnosti Fotogalerie.
Kromě ochrany politických zájmů členů a potřeby veřejných orgánů je FFF také zodpovědná za každoroční výstavu stipendií fotografů, která je základem pro distribuci státních stipendií a garantuje příjem zaměřený na foto-umělecké prostředí.
FFF přijímá členy podle systému bodového rozdělení, kde člověk získává body na základě uměleckého vzdělávání a / nebo umělecké činnosti. Jako základ pro členství ve FFF se používají pouze umělecká kritéria.
FFF hostí fondy financované z Norského fotografického fondu a členské poplatky. FFF je provozován denně permanentní správou.